# Tião Medeiros
Sebastião Henrique de Medeiros (Paranavaí, 8 de janeiro de 1983) é advogado, produtor rural e político brasileiro, filiado ao Progressistas (PP), que, atualmente, é Deputado Federal pelo Paraná e Presidente da Comissão de Agricultura, Pecuária, Abastecimento e Desenvolvimento Rural.

## Vida pública
Foi assessor da Assembleia Legislativa do Paraná entre os anos de 2007-2010. Em 2011 se tornou chefe de gabinete da Casa Civil do Estado do Paraná. Em 2012, assumiu a chefia de gabinete da Superintendência dos Portos de Paranaguá e Antonina (APPA).
Na eleição de 2014, foi candidato a deputado estadual, eleito com 31.875 votos. Em 2018, Tião Medeiros foi eleito deputado estadual pela Assembleia Legislativa do Paraná pela segunda vez com 54.276 votos. Em 2019, se tornou membro da CCJ e assumiu a presidência da Comissão de Obras Públicas, Transportes e Comunicação. Nas Eleições estaduais no Paraná em 2022 foi eleito deputado federal com 109.344 votos (1,78%) e atualmente assume o cargo.